# Placa de vento
Uma  placa de vento ou placa de neve é uma placa formada pela acumulação da neve soprada pelo vento e que se encontra por cima de uma ruptura do bordo de uma montanha. Sem apoio por debaixo, ao menor peso suplementar (um esquiador) ou pelo próprio peso, pode provocar uma avalanche com todos os perigos inerentes.

## Formação
Quando a neve ainda é suficientemente ligeira, o vento levanta-a e deposita-a em locais mais abrigados, sejam vertentes ou num tergo (no cume de uma elevação), logo, onde o vento afrouxa. Um vento ligeiro da ordem dos 20 km/h chega para formar uma acumulação de mais de 20 cm de espessura.

## Localização
Como se disse, nas cristas das montanhas e no bordo da montanha, e locais expostos ao vento. A ruptura da placa provoca avalanches mais ou menos graves segundo é natural ou foi provocada pelo peso de uma pessoa, e se em baixo há uma pista de esqui ou uma via de comunicação.